# Championnat d'Europe masculin de hockey sur gazon 2011
Navigation
Édition précédente Édition suivante
Le Championnat d'Europe de hockey sur gazon masculin 2011 constituait la 13e édition du Championnat d'Europe de hockey sur gazon. Il se déroulait à Mönchengladbach, en Allemagne, en août 2011, en même temps que le Championnat d'Europe féminin. Les trois premières places de ce tournoi étaient qualificatives pour les JO de Londres en 2012, ainsi que la 4e place, dans le cas où l'Angleterre atteindrait le stade des demi-finales. Les deux dernières équipes sont reléguées en Championship II.
Les Allemands ont remporté ce tournoi, en disposant en finale des Pays-Bas, sur un score de 4 buts à 2.

## Stade
Le Championnat d'Europe se déroule au Warsteiner HockeyPark, qui peut accueillir 14 000 spectateurs.

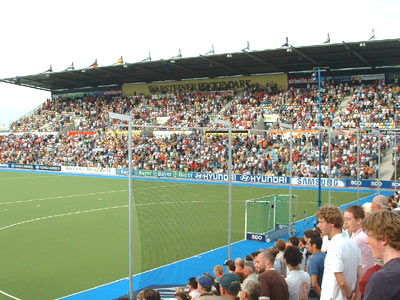
Warsteiner HockeyPark

## Phase de poule

### Poule A
| Pays | Équipes   | Score | Équipes  | Pays |
| ---- | --------- | ----- | -------- | ---- |
|      | Allemagne | 3 – 1 | Belgique |      |
|      | Russie    | 0 – 5 | Espagne  |      |
|      | Allemagne | 3 – 1 | Espagne  |      |
|      | Russie    | 1 – 7 | Belgique |      |
|      | Belgique  | 3 – 2 | Espagne  |      |
|      | Allemagne | 7 – 0 | Russie   |      |

| Rang | Équipe    | Pts | J | V | N | P | BP | BC | Diff |
| ---- | --------- | --- | - | - | - | - | -- | -- | ---- |
| 1    | Allemagne | 9   | 3 | 3 | 0 | 0 | 13 | 2  | +11  |
| 2    | Belgique  | 6   | 3 | 2 | 0 | 1 | 11 | 6  | +5   |
| 3    | Espagne   | 3   | 3 | 1 | 0 | 2 | 8  | 6  | +2   |
| 4    | Russie    | 0   | 3 | 0 | 0 | 2 | 1  | 19 | -18  |

|  | Qualifiés pour la phase finale (no 1, no 2).        |
|  | Qualifiés pour la phase de classement (no 3, no 4). |

### Poule B
| Pays | Équipes    | Score | Équipes    | Pays |
| ---- | ---------- | ----- | ---------- | ---- |
|      | Angleterre | 4 – 2 | Irlande    |      |
|      | France     | 1 – 8 | Pays-Bas   |      |
|      | Irlande    | 2 – 0 | France     |      |
|      | Pays-Bas   | 4 – 3 | Angleterre |      |
|      | Angleterre | 8 – 1 | France     |      |
|      | Pays-Bas   | 7 – 4 | Irlande    |      |

| Rang | Équipe     | Pts | J | V | N | P | BP | BC | Diff |
| ---- | ---------- | --- | - | - | - | - | -- | -- | ---- |
| 1    | Pays-Bas   | 9   | 3 | 3 | 0 | 0 | 19 | 8  | +11  |
| 2    | Angleterre | 6   | 3 | 2 | 0 | 1 | 15 | 7  | +8   |
| 3    | Irlande    | 3   | 3 | 1 | 0 | 2 | 8  | 11 | -3   |
| 4    | France     | 0   | 3 | 0 | 0 | 3 | 2  | 18 | -16  |

|  | Qualifiés pour la phase finale (no 1, no 2).        |
|  | Qualifiés pour la phase de classement (no 3, no 4). |

## Phase de classement
La phase de classement est la poule des équipes qui se sont classées 3e et 4e au 1er tour.
Les résultats entre deux équipes lors du 1er tour sont comptabilisés.
| Pays                | Équipes  | Score    | Équipes  | Pays     |
| 1er tour            | 1er tour | 1er tour | 1er tour | 1er tour |
| ------------------- | -------- | -------- | -------- | -------- |
|                     | Irlande  | 2 – 0    | France   |          |
|                     | Espagne  | 5 – 0    | Russie   |          |
| Phase de classement |          |          |          |          |
|                     | Irlande  | 8 – 2    | Russie   |          |
|                     | Espagne  | 2 – 1    | France   |          |
|                     | Russie   | 5 – 2    | France   |          |
|                     | Espagne  | 2 – 3    | Irlande  |          |

| Rang | Équipe  | Pts | J | V | N | P | BP | BC | Diff |
| ---- | ------- | --- | - | - | - | - | -- | -- | ---- |
| 5    | Irlande | 9   | 3 | 3 | 0 | 0 | 13 | 4  | +9   |
| 6    | Espagne | 6   | 3 | 2 | 0 | 1 | 9  | 4  | +5   |
| 7    | Russie  | 3   | 3 | 1 | 0 | 2 | 7  | 15 | -8   |
| 8    | France  | 0   | 3 | 0 | 0 | 3 | 3  | 9  | -6   |

|  | Maintien en Championship I (no 5 et no 6).    |
|  | Relégation en Championship II (no 7 et no 8). |

## Phase finale
|  | Demi-finales       | Demi-finales       |                        |   | Finale             | Finale             |
|  | Demi-finales       | Demi-finales       |                        |   | Finale             | Finale             |
|  |                    |                    |                        |   |                    |                    |
|  | 26 août 2011 21h00 | 26 août 2011 21h00 |                        |   | 28 août 2011 13h30 | 28 août 2011 13h30 |
|  | 26 août 2011 21h00 | 26 août 2011 21h00 |                        |   | 28 août 2011 13h30 | 28 août 2011 13h30 |
|  | Allemagne          | 3                  |                        |   | 28 août 2011 13h30 | 28 août 2011 13h30 |
|  | Allemagne          | 3                  |                        |   | 28 août 2011 13h30 | 28 août 2011 13h30 |
|  | Angleterre         | 0                  |                        |   | 28 août 2011 13h30 | 28 août 2011 13h30 |
|  | Angleterre         | 0                  | Allemagne              | 4 |                    |                    |
|  | 26 août 2011 18h30 |                    | Allemagne              | 4 |                    |                    |
|  |                    | Pays-Bas           | 2                      |   |                    |                    |
|  | Pays-Bas           | Pays-Bas           | 2                      | 4 |                    |                    |
|  | Pays-Bas           |                    |                        | 4 |                    |                    |
|  | Belgique           | 2                  |                        |   |                    |                    |
|  | Belgique           | 2                  | Match pour la 3e place |   |                    |                    |
|  |                    |                    |                        |   |                    |                    |
|  | 28 août 2011 16h00 |                    |                        |   |                    |                    |
|  |                    |                    |                        |   |                    |                    |
|  | Angleterre         | 2                  |                        |   |                    |                    |
|  | Angleterre         | 2                  |                        |   |                    |                    |
|  | Belgique           | 1                  |                        |   |                    |                    |
|  | Belgique           | 1                  |                        |   |                    |                    |

 = Après but en or

### Demi-finales
| Demi-finale no 1   | Belgique                                 | 2 - 4            | Pays-Bas                                                                     | Warsteiner HockeyPark, Mönchengladbach     |                                            |
| 26 août 2011 18h30 | Florent VAN AUBEL 22e Simon GOUGNARD 29e | (2 – 2)          | Valentin VERGA 15e Taeke TAEKEMA 32e Taeke TAEKEMA 39e Robbert KEMPERMAN 61e | Arbitrage : Hamish JAMSON Christian BLASCH | Arbitrage : Hamish JAMSON Christian BLASCH |
| 26 août 2011 18h30 |                                          | Seve VAN ASS 49e |                                                                              | Arbitrage : Hamish JAMSON Christian BLASCH | Arbitrage : Hamish JAMSON Christian BLASCH |

| Demi-finale no 2   | Allemagne                                           | 3 - 0   | Angleterre                      | Warsteiner HockeyPark, Mönchengladbach |                                        |
| 26 août 2011 21h00 | Phillip ZELLER 16e Oscar DEECKE 61e Oliver KORN 68e | (1 – 0) |                                 | Arbitrage : Roel VAN ERT Nathan STAGNO | Arbitrage : Roel VAN ERT Nathan STAGNO |
| 26 août 2011 21h00 | Jan-Marco MONTAG 20e Matthias WITTHAUS 67e          |         | Iain MACKAY 15e Iain LEWERS 27e | Arbitrage : Roel VAN ERT Nathan STAGNO | Arbitrage : Roel VAN ERT Nathan STAGNO |

### Petite finale
| Petite finale      | Belgique               | 1 - 2 b.e.o. | Angleterre                           | Warsteiner HockeyPark, Mönchengladbach             |                                                    |
| 28 août 2011 13h00 | Alexandre DE PAEUW 43e |              | Rhicard MANTELL 6e James TINDALL 75e | Arbitrage : Francisco VALEZ LOPEZ Christian BLASCH | Arbitrage : Francisco VALEZ LOPEZ Christian BLASCH |
| 28 août 2011 13h00 | Benjamin VAN HOVE 47e  |              |                                      | Arbitrage : Francisco VALEZ LOPEZ Christian BLASCH | Arbitrage : Francisco VALEZ LOPEZ Christian BLASCH |

### Finale
| Finale             | Pays-Bas                                  | 2 - 4   | Allemagne                                                                | Warsteiner HockeyPark, Mönchengladbach |                                       |
| 28 août 2011 15h30 | Roderick WEUSTHOF 19e Teun de NOOIJER 53e | (1 – 2) | Phillip ZELLER 1re Moritz FÜRTSE P.-S. Florian FUCHS 42e Oliver KORN 68e | Arbitrage : Andrew MAIR David GENTLES  | Arbitrage : Andrew MAIR David GENTLES |

| Champion d'Europe de hockey sur gazon Allemagne 7e titre |

## Classement final
| Place              | Équipe     | Résultat                                                     |
| ------------------ | ---------- | ------------------------------------------------------------ |
| Médaille d'or      | Allemagne  | Champion d'Europe et qualifiés pour les JO                   |
| Médaille d'argent  | Pays-Bas   | Vice-champion d'Europe et qualifiés pour les JO              |
| Médaille de bronze | Angleterre | Vainqueur du match pour la 3e place et qualifiés pour les JO |
| 4                  | Belgique   | Perdant du match pour la 3e place et qualifiés pour les JO   |
| 5                  | Irlande    | Maintien en Championship I                                   |
| 6                  | Espagne    | Maintien en Championship I                                   |
| 7                  | Russie     | Relégation en Championship II                                |
| 8                  | France     | Relégation en Championship II                                |